# Tambow-Bande
Die Tambow-Bande (auch Tambow Mafia; russisch Тамбовская преступная группировка Tambowskaja prestupnaja gruppirowka) ist eine einflussreiche Gruppierung der russischen Mafia. Sie stammt aus Sankt Petersburg, wo sie in den 1990er-Jahren Bekanntheit erlangte. Hier soll sie unter anderem im Ölgeschäft aktiv gewesen sein. Nach Berichten des russischen Fernsehsenders Doschd wird der Antiquitätenhändler Ilja Traber als einer der Köpfe der Organisation vermutet. Über die Briefkasten-Firma Fort soll außerdem der ehemalige Chef von Rosneft Eduard Chudajnatow involviert sein. Auch der St. Petersburger Geschäftsmann Wladimir Kumarin, der 1994 von Wladimir Putin eine Lizenz zur Versorgung der Stadt mit Erdöl-Produkten erhalten hatte, gilt als eine Führungsfigur. Er wurde im Jahr 2007 in Russland verhaftet. Neuer Kopf soll nun der Putin-Vertraute Gennadi Petrow sein.

## Anklage in Spanien
Zahlreiche mutmaßliche Mitglieder wurden von der spanischen Justiz angeklagt. Ihnen wurde Verschleierung und Geldwäsche beim Kauf spanischer Immobilien im Wert von 50 Millionen Euro vorgeworfen. Angeklagt wurden unter anderem der Duma-Abgeordnete Wladislaw Resnik und seine Frau Diana Gindin. Sie bestritten die Vorwürfe. Die Klage wurde im Jahr 2018 vom Gericht abgewiesen, da die tatsächliche Herkunft der Gelder nicht schlüssig nachgewiesen werden konnte. Auch Petrow wurde 2008 in Spanien verhaftet, konnte aber später nach Russland fliehen.